# Jader Bignamini
Jader Bignamini (* 1976 in Crema, Italien) ist ein italienischer Dirigent und Klarinettist.

## Leben
Jader Bignamini studierte Klarinette am Conservatorio Giuseppe Nicolini in Piacenza. Er begann seine künstlerische Laufbahn 1998 als Klarinettist beim Orchestra Sinfonica di Milano Giuseppe Verdi („La Verdi“) unter Riccardo Chailly. In den folgenden Jahren bildete er sich zum Dirigenten weiter und debütierte im Alter von 28 Jahren am Pult. 2010 wurde er Assistenzdirigent des „La Verdi“, und später Resident Conductor.
2015 hatte er sein USA-Debüt an der Santa Fe Opera. 2017 dirigierte er erstmals an der Metropolitan Opera.
Zum Beginn der Spielzeit 2020/21 wurde er als Nachfolger von Leonard Slatkin zum Chefdirigenten des Detroit Symphony Orchestra ernannt. Der Vertrag hatte zunächst eine Laufzeit von sechs Jahren und wurde 2023 bis zur Saison 2030/31 verlängert.
Bignamini hatte Gastauftritte u. a. an der Wiener Staatsoper, der Oper Frankfurt, der Bayerischen Staatsoper, beim Cleveland Orchestra, dem hr-Sinfonieorchester. Im Sommer leitete er in der Arena di Verona eine Aufführungsserie von Turandot mit Anna Netrebko und Yusif Eyvazov.
Bignamini lebt mit seiner Frau Lidia, die ebenfalls Klarinettistin ist, und seinen beiden Kindern in Cremona.

## Diskografie
- Luigi Ricci, Federico Ricci: Crispino e la Comare. Domenico Colaianni, Romina Boscolo, Orchestra Internazionale d’Italia. Dynamic 7675, 2016.
- Fabrice Bollon: Dogmatic Pleasures. Philharmonisches Orchester Freiburg. Naxos 8.574015, 2020